# Crow (hudební skupina)
Crow je americká hard a blues rocková skupina. Nejsilnější období této skupiny bylo v letech 1967-1972. Skupinu nejvíce proslavila skladba "Evil Woman (Don’t Play Your Games With Me)", kterou později nahráli Black Sabbath na jejich debutovém albu.

## Diskografie

### Studiová alba
- 1969 Crow Music
- 1970 Crow by Crow
- 1971 Mosaic
- 1972 d/b/a Crow (David Wagner – solo)
- 1982 Crow on the Run
- 2005 Before the Storm

### Koncertní alba
- 1968 Live at Someplace Else – (as South 40)